# 柴田雄平
柴田 雄平（しばた ゆうへい、1977年3月24日 - ）は、日本の元俳優、元演出家、編集者。劇団チェリーブロッサムハイスクールのリーダー。茨城県出身。身長188cm。かつてはダックスープに所属していた。
現在は俳優業から退き、ゴルフニュースサイト「GDOニュース」の編集部に在籍。同サイトの「GDOモテゴル研究部」ではシバッバとして活動。

## 俳優時代の主な出演作

### 舞台

#### チェリーブロッサムハイスクール
- 2006.07 「酸素」 (演出・出演)
- 2007.04 「EXPO'85」(演出・出演)
- 2007.09 「まるで算数を知らないこどもたち」(演出・出演)
- 2008.06 「その夏、13月」(演出・出演)
- 2008.12 「アキストゼネコ」(演出・出演)
- 2009.10 「セブンピーポー」(演出・出演)
- 2010.04 「ヒメ」(演出・出演)
- 2010.10 「友達が全員死んだ」(演出・出演)
- 2011.09 「めろす」(演出・出演)

#### その他の主な舞台
- 2001.09	KERA・MAP #001「暗い冒険」　作・演出／ケラリーノ・サンドロヴィッチ
- 2001.11 ナイロン100℃「ノーアート・ノーライフ」アナザーバージョン　作／ケラリーノ・サンドロヴィッチ
- 2002.03 なす我儘「橘さん家の卓袱台」
- 2002.05	DUFFY「純潔ギャラクシー540」
- 2002.09	シグナルズ「ミッシェル・ドント・ワナ・クライ」
- 2003.02	DUFFY「PARTY HARD-1」
- 2003.12	なす我儘「それを言っちゃあお終いよ！」
- 2005.01	遊園地再生事業団+ニブロール「トーキョー／不在／ハムレット」　作・演出／宮沢章夫　振付／矢内原美邦
- 2006.01	「クラウディアからの手紙」ホリプロ／TOKYO FM　脚本・演出／鐘下辰男　振付／井手茂太
- 2007.12	世田谷パブリックシアター10周年記念公演「審判・失踪者」　構成・演出／松本修　振付／井手茂太
- 2012.03	ミクニヤナイハラプロジェクト vol.6『幸福オンザ道路』　作・演出・振付／矢内原美邦

ほか

### 映画
- 催眠（監督/落合正幸）
- MONDAY（監督/SABU）
- パッチギ! LOVE&PEACE（監督/井筒和幸）
- ヤッターマン（監督/三池崇史）
- 20世紀少年 最終章 ぼくらの旗（監督/堤幸彦）
- 七瀬ふたたび（監督：小中和哉）
- モテキ（監督：大根仁）

ほか

### TV
- ボーイハント
- ケイゾク 第7話
- 美少女H 第11話
- 救命病棟24時
- セミダブル
- 逃亡者
- がきんちょ〜リターン・キッズ〜
- トリビアの泉・今夜復活踊る大へぇへぇ祭り！！(番組内企画ドラマ「警護官 内田晋三」)
- 祝女

ほか　

### CM

#### TVCM
- OCN
- サッポロビール
- UVERworld 2ndalbum『BUGRIGHT』 キス編
- ヤマキ「めんつゆ」(旬の食材 秋冬篇）

ほか

#### WEBCM
- Honda モビリオ スパイク

### その他
- VP岡本株式会社「SUPER SOX」(Na.)